# 50원 동전
50원 동전은 대한민국의 중앙은행인 한국은행에서 발행하는 대한민국 원 동전 가운데 하나이다. 앞면에는 대한민국에서 재배되는 농작물 가운데 하나이자 쌀을 생산하는 식물인 벼 이삭이 그려져 있고 50원을 뜻하는 "오십원"이라는 글자가 새겨져 있다. 뒷면에는 50원을 뜻하는 아라비아 숫자 "50"과 제조 연도, "한국은행"이라는 글자가 쓰여져 있다.
소재는 구리·아연·니켈 합금(구리 70%, 아연 18%, 니켈 12%), 무게는 4.16g, 지름은 21.60mm, 두께는 1.52mm이며 테두리에는 톱니무늬 109개가 새겨져 있다. 1972년 12월 1일에 가 50원 동전이 발행되었고 1983년 1월 15일에 디자인 양식을 500원 동전에 맞춰서 수정한 나 50원 동전이 발행되었다.

## 연혁
- 1972년 12월 1일: 가 50원 동전 발행. (소재: 구리·아연·니켈 합금(구리 70%, 아연 18%, 니켈 12%), 무게: 4.16g, 지름: 21.60mm, 두께: 1.60mm, 테두리: 톱니무늬 109개, 도안 소재: 앞면 - 벼 이삭·액면 단위의 한국어 표기(오십원), 뒷면 - 액면 숫자·중앙은행의 한국어 표기(한국은행)·발행 연도)
- 1983년 1월 15일: 나 50원 동전 발행. (소재: 구리·아연·니켈 합금(구리 70%, 아연 18%, 니켈 12%), 무게: 4.16g, 지름: 21.60mm, 두께: 1.52mm, 테두리: 톱니무늬 109개, 도안 소재: 앞면 - 벼 이삭·액면 단위의 한국어 표기(오십원), 뒷면 - 액면 숫자·중앙은행의 한국어 표기(한국은행)·발행 연도)

## 갤러리

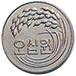
1972년부터 1982년까지 발행된 50원 동전의 앞면
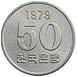
1972년부터 1982년까지 발행된 50원 동전의 뒷면